# Bouëx
 Bouëx  es una población y comuna francesa, en la región de Poitou-Charentes, departamento de Charente, en el distrito de Angoulême y cantón de Soyaux.

## Demografía
| 469 | 441 | 533 | 639 | 747 | 808 |
| Para los censos de 1962 a 1999 la población legal corresponde a la población sin duplicidades (Fuente: INSEE [Consultar]) |     |     |     |     |     |

## Historia
La existencia de los señores de Boueix está atestiguada ya en la Edad Media. En 1452, Jean de La Rochefoucauld lo donó a los hermanos Livenne. En 1629, Bouex fue vendido a Jean Arnauld.
El castillo feudal, situado cerca de la iglesia, data de los siglos XV y XVI. Los Arnaud, señores de Bouëx, eran una antigua familia de Angulema. Jean Arnaud fue alcalde de Angulema en 1682, su hijo hasta 1686 y su sobrino de 1721 a 1723. Las tierras de Bouëx pasaron por matrimonio y herencia a la familia de Jovelle, que las mantuvo durante gran parte del siglo XIX, y luego pasaron a Jean de la Boutelière a principios del siglo XX.
Los registros civiles se remontan a 1606.